# Jacob Wallenberg (écrivain)
Jacob Wallenberg, né le 5 mars 1746 à Viby, dans le comté d'Östergötland, et décédé le 25 août 1778 à Mönsterås, est un ecclésiastique et écrivain suédois.

## Biographie
Jacob Wallenberg étudie la théologie à l'université d'Uppsala en 1763/64, puis entreprend en 1769 un voyage au Danemark, en Allemagne, aux Pays-Bas, en France et en Angleterre. Il travaille ensuite comme aumônier sur des navires et voyage en Asie à trois reprises tout en exerçant cette profession. Son récit Min son på galejan est tiré de l'un de ses voyages en Asie réalisé à bord d'un navire de la Compagnie suédoise des Indes orientales commandé par Carl Gustaf Ekeberg. Enfin, en 1777, il s'établit comme pasteur à Mönsterås, mais il y meurt un an plus tard à l'âge de 32 ans seulement.
Wallenberg est célèbre en tant qu'écrivain grâce à ses carnets de voyage humoristiques, qui sont toujours lus aujourd'hui, et qui se distinguent également par leur fraîcheur et par leur réalisme parfois cru. L'auteur imaginatif se révèle être un très bon narrateur de ses expériences passionnantes et combine la joie de vivre mondaine avec une piété naïve. Son drame Susanna (1778) a connu un succès important après sa mort précoce. Une édition de ses œuvres a été publiée par Nils Afzelius sous le titre Jacob Wallenberg. Samlade skrifter (2 vol., Stockholm 1928-1941). 

## Œuvres
- Susanna, Drame 1778.
- Sandfärdig resebeskrifning, 1781.
- Min son på galejan, Récit de voyage, 1781.